# Chicago XXXVII: Chicago Christmas
"Chicago XXXVII: Chicago Christmas", también conocido simplemente como Chicago Christmas, es el vigésimo quinto álbum de estudio, la cuarta colección de canciones navideñas y el trigésimo séptimo álbum en general de la banda de rock estadounidense Chicago. El álbum fue lanzado el 11 de octubre de 2019. El proyecto surgió de un plan para grabar algunas pistas adicionales nuevas para un relanzamiento de uno de los álbumes navideños anteriores de la banda. A diferencia de los álbumes navideños anteriores, Chicago Christmas presenta principalmente material original, escrito por miembros de la banda. Las únicas canciones no originales del álbum son "What the World Needs Now Is Love", "Sleigh Ride (2019)" y "Here We Come a Caroling". Chicago Christmas alcanzó el número uno en la lista de ventas de álbumes navideños de Billboard.
Chicago Christmas refleja varios cambios de personal en la formación de la banda desde su lanzamiento de estudio anterior en 2014, Chicago XXXVI: Now. Este es su primer álbum de estudio desde la partida del cantante y bajista Jason Scheff, quien dejó el grupo en 2016. Fue reemplazado primero por Jeff Coffey, quien posteriormente fue sucedido en 2018 por el cantante Neil Donell y también el primer y único álbum con el bajista Brett Simons (quien luego fue reemplazado inicialmente por el bajista Eric Baines a principios de 2022). También es el primer álbum desde Chicago 19 que no presenta al baterista Tris Imboden, quien se fue en 2018. El percusionista de Chicago Walfredo Reyes Jr. asumió el cargo de baterista, y su puesto anterior lo ocupó Ramon Yslas. Además, este es el primer álbum de Chicago que no presenta al saxofonista Walter Parazaider, quien se retiró en 2017 y fue reemplazado por Ray Herrmann. Este es también el último álbum de estudio de la banda que presenta al guitarrista Keith Howland y al tecladista/vocalista Lou Pardini; Howland sufrió una fractura en el brazo en un accidente citando su larga recuperación a mediados de noviembre y dejó la banda en diciembre de 2021, dos años después, citando la siguiente fase de su vida, Pardini dejó la banda en 2022 para centrarse más en su carrera en solitario.
- Datos: Q96374885